# Teresa Rampazzi

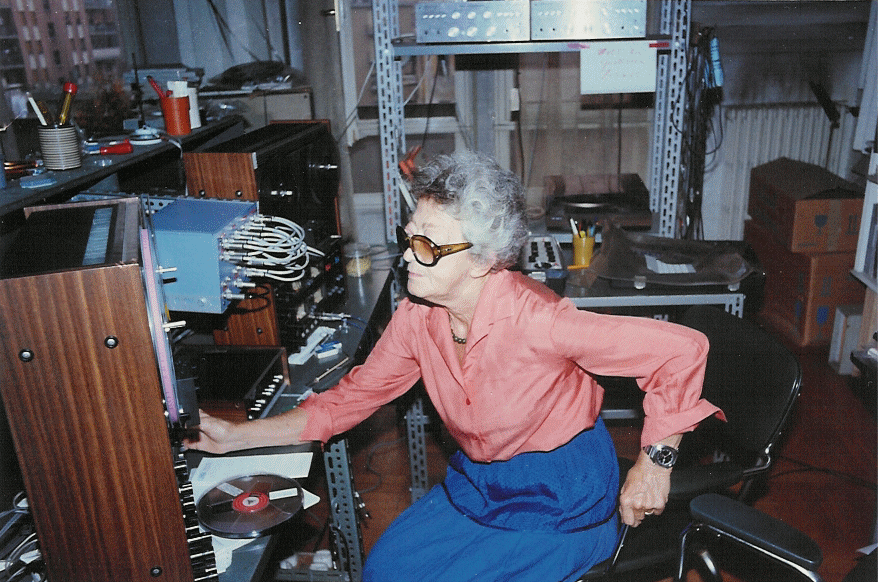
Teresa Rampazzi, 1995 circa (Bassano del Grappa)

Teresa Rampazzi, nata Rossi (Vicenza, 31 ottobre 1914 – Bassano del Grappa, 16 dicembre 2001), è stata una compositrice, pianista e ricercatrice musicale italiana, tra le prime donne in assoluto a occuparsi della produzione e diffusione della musica elettronica e d'avanguardia in Italia.

## Biografia
Dopo aver iniziato lo studio del pianoforte con un maestro vicentino, Teresa Rossi (questo il nome da ragazza) si trasferì al Conservatorio Giuseppe Verdi di Milano dove nel 1933 ottenne il diploma in pianoforte. Nel salotto di casa sua accoglieva una cerchia di amici che col tempo si sarebbero distinti nel mondo musicale: Franco Donatoni (del quale eseguì una poco nota Composizione in 4 movimenti per pianoforte), René Leibowitz, Severino Gazzelloni, Bruno Maderna, Heinz-Klaus Metzger. Nel 1956, dopo un periodo trascorso a Verona, si spostò col marito a Padova ed entrò a far parte del Trio Bartòk (allora tra i pochi ensemble italiani che eseguivano Webern e Berg) e del Circolo Pozzetto (1956-1960). Fin da questi anni cominciò a combattere dure battaglie per lo sviluppo e la diffusione della musica contemporanea d'avanguardia, dovendo contrastare le reticenze del pubblico e di una città di provincia all'epoca culturalmente pigra.
Frequentò alcune edizioni dei Ferienkurse di Darmstadt e fu qui che ascoltò il primo generatore di Eimert (“mi convinsi che quella era la strada per uscire completamente dalla musica tonale”). Nel 1958 l'incontro con John Cage corrispose alla svolta elettroacustica. Volle clamorosamente vendere il pianoforte – ricomprato dal marito – e nel 1965 fondò, assieme ad Ennio Chiggio, il Gruppo N.P.S., che lavorava con apparecchiature analogiche e divenne uno dei principali studi di ricerca musicale privati, assieme all'S2FM di Pietro Grossi e allo Smet di Torino.
L'N.P.S. operava sulla scia del famoso Gruppo Enne e considerava l'arte come prodotto collettivo, anonimo, non finalizzato alla fruizione. Nel 1968, rinunciando al sodalizio con Chiggio, Teresa Rampazzi proseguì da sola nella ricerca dedicandosi alla didattica. Fu affiancata in particolare da Alvise Vidolin e Giovanni De Poli che rimasero collaboratori ed amici anche in seguito, quando nel 1972 ottenne la cattedra di musica elettronica al conservatorio. Mentre, grazie a questi “ex-allievi”, nasceva il noto CSC - Centro di Sonologia Computazionale dell'Università di Padova (centro di ricerca e produzione di computer music), Teresa Rampazzi si avvicinava, all'età di sessant'anni, alla tecnologia digitale. E sebbene avesse un rapporto conflittuale con il computer (lo definiva “il grande mostro”) fu in questi anni che realizzò, proprio al CSC, la quasi totalità delle sue opere, ottenendo vari riconoscimenti.
Dal 1984, dopo la morte del marito, viveva a Bassano del Grappa (VI) in un pensionato, continuando a comporre e ad ascoltare musica, fedele al suo desiderio di anteporre sempre e comunque l'affermazione della musica all'affermazione personale.

## Opere
Tra i lavori analogici va ricordato Canti per Checca, del 1975; tra i titoli di musica informatica With the light pen del 1976 (menzione speciale al concorso di Bourges), Atmen noch del 1980 (II Premio a Bourges), Geometrie in moto del 1982, Quasi un Haiku del 1987.
Nel 2008 è uscito il CD "Musica endoscopica" (Die Schachtel, DS9 2008) che contiene i seguenti titoli: Environ 1970, Musica endoscopica 1972, With the light pen 1977, Atmen noch 1980. Il progetto si colloca nell'ambito delle discipline scientifiche dedicate alla studio musicologico e alla conservazione e preservazione dei materiali audio (riversamento e studio storico-filologico delle audiobobine) e ha previsto la collaborazione tra Die Schachtel e l'Università di Padova. Successivamente nel 2011 è uscito il CD "Gruppo NPS, Nuove proposte sonore 1965-1972" (Die Schachtel, DS23 2011) e nel 2016 "Immagini per Diana Baylon", Teresa Rampazzi, (Die Schachtel, DS30 (2016).